# Ришар-Ленуар (станция метро)
Ришар-Ленуар (фр. Richard-Lenoir) — станция линии 5 Парижского метрополитена, расположенная в XI округе Парижа. Названа по одноимённому бульвару, получившему своё имя в честь французского индустриалиста Франсуа Ришара, принявшего псевдоним Ришар-Ленуар после смерти своего делового партнёра.

## История
- Станция открылась 17 декабря 1906 года в составе пускового участка Ке-де-ля-Рапе — Жак Бонсержан.
- Пассажиропоток по станции по входу в 2011 году, по данным RATP, составил 1 640 016 человек[2]. В 2013 году этот показатель вырос до 1 767 814 пассажиров (263 место по уровню входного пассажиропотока в Парижском метро)[3].